# Vereinsheim Schwabing
Vereinsheim Schwabing war eine Kleinkunstshow des BR Fernsehens, die von 2012 bis 2024 ausgestrahlt wurde. Als Drehort und Namensgeber diente die Kleinkunstbühne „Vereinsheim“ in München-Schwabing (Occamstraße 8). 

## Konzept und Aufbau
Das Vereinsheim ist ein beliebter Veranstaltungsort der Kleinkunstszene. Die Sendung versuchte das Ambiente dieser Kleinkunstbühne einzufangen, indem sie mit verschiedenen Mitteln Authentizität zu erzeugen versuchte, zum Beispiel wurde der normale Gaststättenbetrieb für die Dauer der Aufnahme nicht unterbrochen.
In jeder Sendung traten fünf bis sieben Gäste auf. Sie boten nacheinander ihr Programm dar, sei es Kabarett oder Musikalisches. Die Auswahl der Gäste umfasste ebenso junge, unbekannte wie auch etablierte Künstler. 
Von Beginn an führte Hannes Ringlstetter durch die Sendung, im Februar 2016 wurde er nach über 60 Folgen von Mathias Tretter abgelöst, im April 2016 folgte ein neuerlicher Moderatorenwechsel, seitdem führte Constanze Lindner durch das Programm. Im Juli 2024 kam Simon Pearce als Co-Moderator hinzu.
Ein festes Element der Sendung waren bis Ende 2015 die „Lateinkurse“ des Schankkellners Björn Puscha. Mit dem Wechsel zu Tretter Anfang 2016 wurde stattdessen eine Erklärung wissenschaftlicher Themen eingeführt, dargeboten von Philipp Weber. Mit dem Wechsel zu Lindner wurden die „Lateinkurse“ mit Björn Puscha wieder in die Sendung eingebaut.